# Sigismund Thalberg
Sigismund Thalberg, född 8 januari 1812 i Genève, död 27 april 1871 i Neapel, var en österrikisk pianist, pianopedagog och tonsättare.

## Biografi
Sigismund Thalbergs far var furst Franz Joseph von Dietrichstein. Modern var ungerskan Júlia Bydeskuty von Ipp, bördig från den ungerska lågadeln[källa behövs]. Vid tio års ålder sändes Thalberg till Wien för att skolas till diplomat. I Wien förstod han snabbt att det var den musikaliska delen av utbildningen som han hade störst fallenhet för. När han var 14 år gammal debuterade han med stor framgång i Wien och två år senare publicerades hans första verk. 1836 hade han premiär i Paris med sin egenhändigt komponerade pianokonsert i f-moll op. 5, vilken på kort tid uppmärksammades internationellt.
Som ung förtjänade Thalberg störst uppmärksamhet för sina fantasi-variationer på kända operaarior. I dessa införde han avancerade och nydanande tekniska varianter som gjorde hans pianospel så unikt att han ansågs vara den enda som kunde tävla mot Franz Liszt om titeln världens främste pianist. Även om de två kombattanterna aldrig lät någon osämja uppstå mellan dem blev konkurrensen mellan Liszt-förespråkare och Thalberg-förespråkare snart så hätsk att en tävling mellan de två artisterna anordnades i furstinnan Cristina de Belgiojosos palats i Paris den 31 mars 1837. Liszt segrade och var från och med nu obestridligen pianots furste eller "morgondagens pianist", som Berlioz uttryckte det.
1844 gifte sig Sigismund Thalberg med dottern till en neapolitansk operasångare, varför han flyttade till Italien. I Neapel grundade han vid sidan av ett digert turnéprogram den neapolitanska pianoskolan som snart fick stor spridning och som garanterade att han som pianopedagog skulle ha betydligt större inflytande på framtida pianistik än såväl Franz Liszt som Frédéric Chopin. Hans turnéer tog honom över hela Europa samt Nord- och Sydamerika.

## Utvalda verk
Fantasier
- Fantaisie sur des motifs de La Straniera op. 9
- Grande fantaisie et variations sur des motifs de la Norma op. 12
- Souvenirs de Beethoven op. 39
- Fantaisie sur des motifs de Beatrice di Tenda op. 49

Pianoverk
- 24 Soirées de Pausilippe op. 75
- Pianokonsert i f-moll op. 5
- Variationer för piano op. 33

Övrigt
- Nocturne op. 28
- Capriccio
- Canzonette Italienne op. 36
- The Last Rose Of Summer - Air Irlandais varié op. 73